# Spongiosperma grandiflorum
Spongiosperma grandiflorum är en oleanderväxtart som först beskrevs av Huber, och fick sitt nu gällande namn av J.L. Zarucchi. Spongiosperma grandiflorum ingår i släktet Spongiosperma och familjen oleanderväxter. Inga underarter finns listade i Catalogue of Life.